# 6 Heures de Bahreïn 2016
Navigation
Édition précédente Édition suivante
Les 6 Heures de Bahreïn 2016, neuvième et dernière manche du Championnat du monde d'endurance FIA 2016 ont été disputées le 19 novembre 2016 sur le Circuit international de Sakhir à Sakhir au Bahreïn. Elles sont remportées par l'Audi R18, pilotée par Loïc Duval, Lucas di Grassi et Oliver Jarvis.

## Circuit

Le Circuit international de Sakhir, cadre des 6 Heures de Bahreïn 2016.

Les 6 Heures de Bahreïn 2016 se déroulent sur le Circuit international de Sakhir, circuit situé au Bahreïn. Il est composé de plusieurs longues lignes droites et de nombreux virages lents. Ce circuit est célèbre car il accueille la Formule 1.

## Qualifications
Voici le classement officiel au terme des qualifications. Les premiers de chaque catégorie sont signalés en gras.
| Pos | Classe    | Équipe                           | Temps moyen    | Grille |
| --- | --------- | -------------------------------- | -------------- | ------ |
| 1   | LMP1      | No. 8 Audi Sport Team Joest      | 1 min 39 s 207 | 1      |
| 2   | LMP1      | No. 1 Porsche Team               | 1 min 39 s 471 | 2      |
| 3   | LMP1      | No. 2 Porsche Team               | 1 min 39 s 669 | 3      |
| 4   | LMP1      | No. 7 Audi Sport Team Joest      | 1 min 39 s 698 | 4      |
| 5   | LMP1      | No. 6 Toyota Gazoo Racing        | 1 min 40 s 222 | 5      |
| 6   | LMP1      | No. 5 Toyota Gazoo Racing        | 1 min 40 s 776 | 6      |
| 7   | LMP1      | No. 13 Rebellion Racing          | 1 min 45 s 091 | 7      |
| 8   | LMP2      | No. 36 Signatech Alpine          | 1 min 49 s 640 | 8      |
| 9   | LMP2      | No. 44 Manor                     | 1 min 50 s 034 | 9      |
| 10  | LMP2      | No. 43 RGR Sport by Morand       | 1 min 50 s 410 | 10     |
| 11  | LMP2      | No. 30 Extreme Speed Motorsports | 1 min 50 s 685 | 11     |
| 12  | LMP2      | No. 45 Manor                     | 1 min 50 s 800 | 12     |
| 13  | LMP2      | No. 31 Extreme Speed Motorsports | 1 min 51 s 071 | 13     |
| 14  | LMP2      | No. 35 Baxi DC Racing Alpine     | 1 min 51 s 185 | 14     |
| 15  | LMP2      | No. 27 SMP Racing                | 1 min 51 s 427 | 15     |
| 16  | LMP2      | No. 37 SMP Racing                | 1 min 51 s 475 | 16     |
| 17  | LMGTE-Pro | No. 97 Aston Martin Racing       | 1 min 56 s 953 | 17     |
| 18  | LMGTE-Pro | No. 95 Aston Martin Racing       | 1 min 57 s 081 | 18     |
| 19  | LMGTE-Pro | No. 51 AF Corse                  | 1 min 57 s 380 | 19     |
| 20  | LMGTE-Pro | No. 67 Ford Chip Ganassi Team UK | 1 min 57 s 891 | 20     |
| 21  | LMGTE-Pro | No. 71 AF Corse                  | 1 min 58 s 201 | 21     |
| 22  | LMGTE-Pro | No. 66 Ford Chip Ganassi Team UK | 1 min 58 s 504 | 22     |
| 23  | LMGTE-Pro | No. 77 Dempsey-Proton Racing     | 1 min 58 s 882 | 23     |
| 24  | LMGTE-Am  | No. 98 Aston Martin Racing       | 1 min 59 s 879 | 24     |
| 25  | LMGTE-Am  | No. 83 AF Corse                  | 2 min 00 s 227 | 25     |
| 26  | LMGTE-Am  | No. 50 Larbre Compétition        | 2 min 00 s 938 | 26     |
| 27  | LMGTE-Am  | No. 86 Gulf Racing               | 2 min 02 s 112 | 27     |
| 28  | LMGTE-Am  | No. 78 KCMG                      | 2 min 39 s 576 | 28     |
| –   | LMP1      | No. 4 ByKolles Racing Team       | Pas de temps   | 29     |
| –   | LMGTE-Am  | No. 88 Abu Dhabi-Proton Racing   | Pas de temps   | 30     |
| –   | LMP2      | No. 26 G-Drive Racing            | Pas de temps   | 31     |

## Résultats
Voici le classement officiel au terme de la course.
- Les vainqueurs de chaque catégorie sont signalés par un fond jauni.
- Pour la colonne Pneus, il faut passer le curseur au-dessus du modèle pour connaître le manufacturier de pneumatiques.

| Position | Catégorie | n° | Équipe                    | Pilotes                                                 | Châssis                        | Pneus | Tours |
| Position | Catégorie | n° | Équipe                    | Pilotes                                                 | Moteur                         | Pneus | Tours |
| -------- | --------- | -- | ------------------------- | ------------------------------------------------------- | ------------------------------ | ----- | ----- |
| 1        | LMP1      | 8  | Audi Sport Team Joest     | Loïc Duval Lucas di Grassi Oliver Jarvis                | Audi R18                       | M     | 201   |
| 1        | LMP1      | 8  | Audi Sport Team Joest     | Loïc Duval Lucas di Grassi Oliver Jarvis                | Audi TDI 4.0 L Turbo Diesel V6 | M     | 201   |
| 2        | LMP1      | 7  | Audi Sport Team Joest     | André Lotterer Marcel Fässler Benoît Tréluyer           | Audi R18                       | M     | 201   |
| 2        | LMP1      | 7  | Audi Sport Team Joest     | André Lotterer Marcel Fässler Benoît Tréluyer           | Audi TDI 4.0 L Turbo Diesel V6 | M     | 201   |
| 3        | LMP1      | 1  | Porsche Team              | Timo Bernhard Brendon Hartley Mark Webber               | Porsche 919 Hybrid             | M     | 201   |
| 3        | LMP1      | 1  | Porsche Team              | Timo Bernhard Brendon Hartley Mark Webber               | Porsche 2.0 L Turbo V4         | M     | 201   |
| 4        | LMP1      | 5  | Toyota Gazoo Racing       | Sébastien Buemi Kazuki Nakajima Anthony Davidson        | Toyota TS050 Hybrid            | M     | 200   |
| 4        | LMP1      | 5  | Toyota Gazoo Racing       | Sébastien Buemi Kazuki Nakajima Anthony Davidson        | Toyota 2.4 L Turbo V6          | M     | 200   |
| 5        | LMP1      | 6  | Toyota Gazoo Racing       | Stéphane Sarrazin Mike Conway Kamui Kobayashi           | Toyota TS050 Hybrid            | M     | 200   |
| 5        | LMP1      | 6  | Toyota Gazoo Racing       | Stéphane Sarrazin Mike Conway Kamui Kobayashi           | Toyota 2.4 L Turbo V6          | M     | 200   |
| 6        | LMP1      | 2  | Porsche Team              | Marc Lieb Romain Dumas Neel Jani                        | Porsche 919 Hybrid             | M     | 198   |
| 6        | LMP1      | 2  | Porsche Team              | Marc Lieb Romain Dumas Neel Jani                        | Porsche 2.0 L Turbo V4         | M     | 198   |
| 7        | LMP1      | 13 | Rebellion Racing          | Dominik Kraihamer Alexandre Imperatori Mathéo Tuscher   | Rebellion R-One                | D     | 191   |
| 7        | LMP1      | 13 | Rebellion Racing          | Dominik Kraihamer Alexandre Imperatori Mathéo Tuscher   | AER P60 2.4 L Turbo V6         | D     | 191   |
| 8        | LMP1      | 4  | ByKolles Racing Team      | Simon Trummer Oliver Webb Pierre Kaffer                 | CLM P1/01                      | D     | 187   |
| 8        | LMP1      | 4  | ByKolles Racing Team      | Simon Trummer Oliver Webb Pierre Kaffer                 | AER P60 2.4 L Turbo V6         | D     | 187   |
| 9        | LMP2      | 26 | G-Drive Racing            | Roman Rusinov Alex Brundle René Rast                    | Oreca 05                       | D     | 184   |
| 9        | LMP2      | 26 | G-Drive Racing            | Roman Rusinov Alex Brundle René Rast                    | Nissan VK45DE 4.5 L V8         | D     | 184   |
| 10       | LMP2      | 43 | RGR Sport by Morand       | Ricardo González Filipe Albuquerque Bruno Senna         | Ligier JS P2                   | D     | 184   |
| 10       | LMP2      | 43 | RGR Sport by Morand       | Ricardo González Filipe Albuquerque Bruno Senna         | Nissan VK45DE 4.5 L V8         | D     | 184   |
| 11       | LMP2      | 36 | Signatech Alpine          | Nicolas Lapierre Gustavo Menezes Stéphane Richelmi      | Alpine A460                    | D     | 183   |
| 11       | LMP2      | 36 | Signatech Alpine          | Nicolas Lapierre Gustavo Menezes Stéphane Richelmi      | Nissan VK45DE 4.5 L V8         | D     | 183   |
| 12       | LMP2      | 31 | Extreme Speed Motorsports | Ryan Dalziel Chris Cumming Pipo Derani                  | Ligier JS P2                   | D     | 183   |
| 12       | LMP2      | 31 | Extreme Speed Motorsports | Ryan Dalziel Chris Cumming Pipo Derani                  | Nissan VK45DE 4.5 L V8         | D     | 183   |
| 13       | LMP2      | 30 | Extreme Speed Motorsports | Sean Gelael Tom Dillmann Giedo van der Garde            | Ligier JS P2                   | D     | 183   |
| 13       | LMP2      | 30 | Extreme Speed Motorsports | Sean Gelael Tom Dillmann Giedo van der Garde            | Nissan VK45DE 4.5 L V8         | D     | 183   |
| 14       | LMP2      | 35 | Baxi DC Racing Alpine     | David Cheng Ho-Pin Tung Paul-Loup Chatin                | Alpine A460                    | D     | 182   |
| 14       | LMP2      | 35 | Baxi DC Racing Alpine     | David Cheng Ho-Pin Tung Paul-Loup Chatin                | Nissan VK45DE 4.5 L V8         | D     | 182   |
| 15       | LMP2      | 45 | Manor                     | Roberto González Julien Canal Roberto Merhi             | Oreca 05                       | D     | 182   |
| 15       | LMP2      | 45 | Manor                     | Roberto González Julien Canal Roberto Merhi             | Nissan VK45DE 4.5 L V8         | D     | 182   |
| 16       | LMP2      | 37 | SMP Racing                | Vitaly Petrov Viktor Shaytar Kirill Ladygin             | BR Engineering BR01            | D     | 179   |
| 16       | LMP2      | 37 | SMP Racing                | Vitaly Petrov Viktor Shaytar Kirill Ladygin             | Nissan VK45DE 4.5 L V8         | D     | 179   |
| 17       | LMP2      | 27 | SMP Racing                | Nicolas Minassian Maurizio Mediani Mikhail Aleshin      | BR Engineering BR01            | D     | 176   |
| 17       | LMP2      | 27 | SMP Racing                | Nicolas Minassian Maurizio Mediani Mikhail Aleshin      | Nissan VK45DE 4.5 L V8         | D     | 176   |
| 18       | LMP2      | 44 | Manor                     | Matthew Rao Richard Bradley Alex Lynn                   | Oreca 05                       | D     | 175   |
| 18       | LMP2      | 44 | Manor                     | Matthew Rao Richard Bradley Alex Lynn                   | Nissan VK45DE 4.5 L V8         | D     | 175   |
| 19       | LMGTE Pro | 95 | Aston Martin Racing       | Nicki Thiim Marco Sørensen                              | Aston Martin V8 Vantage GTE    | D     | 174   |
| 19       | LMGTE Pro | 95 | Aston Martin Racing       | Nicki Thiim Marco Sørensen                              | Aston Martin 4.5 L V8          | D     | 174   |
| 20       | LMGTE Pro | 51 | AF Corse                  | Gianmaria Bruni James Calado                            | Ferrari 488 GTE                | M     | 174   |
| 20       | LMGTE Pro | 51 | AF Corse                  | Gianmaria Bruni James Calado                            | Ferrari F154CB 3.9 L Turbo V8  | M     | 174   |
| 21       | LMGTE Pro | 71 | AF Corse                  | Davide Rigon Sam Bird                                   | Ferrari 488 GTE                | M     | 173   |
| 21       | LMGTE Pro | 71 | AF Corse                  | Davide Rigon Sam Bird                                   | Ferrari F154CB 3.9 L Turbo V8  | M     | 173   |
| 22       | LMGTE Pro | 67 | Ford Chip Ganassi Team UK | Andy Priaulx Harry Tincknell                            | Ford GT                        | M     | 173   |
| 22       | LMGTE Pro | 67 | Ford Chip Ganassi Team UK | Andy Priaulx Harry Tincknell                            | Ford EcoBoost 3.5 L Turbo V6   | M     | 173   |
| 23       | LMGTE Pro | 97 | Aston Martin Racing       | Darren Turner Jonathan Adam                             | Aston Martin V8 Vantage GTE    | D     | 173   |
| 23       | LMGTE Pro | 97 | Aston Martin Racing       | Darren Turner Jonathan Adam                             | Aston Martin 4.5 L V8          | D     | 173   |
| 24       | LMGTE Pro | 66 | Ford Chip Ganassi Team UK | Olivier Pla Stefan Mücke                                | Ford GT                        | M     | 172   |
| 24       | LMGTE Pro | 66 | Ford Chip Ganassi Team UK | Olivier Pla Stefan Mücke                                | Ford EcoBoost 3.5 L Turbo V6   | M     | 172   |
| 25       | LMGTE Pro | 77 | Dempsey-Proton Racing     | Richard Lietz Michael Christensen                       | Porsche 911 RSR (991)          | M     | 172   |
| 25       | LMGTE Pro | 77 | Dempsey-Proton Racing     | Richard Lietz Michael Christensen                       | Porsche 4.0 L Flat-6           | M     | 172   |
| 26       | LMGTE Am  | 88 | Abu Dhabi-Proton Racing   | Khaled Al Qubaisi Patrick Long David Heinemeier Hansson | Porsche 911 RSR (991)          | M     | 171   |
| 26       | LMGTE Am  | 88 | Abu Dhabi-Proton Racing   | Khaled Al Qubaisi Patrick Long David Heinemeier Hansson | Porsche 4.0 L Flat-6           | M     | 171   |
| 27       | LMGTE Am  | 78 | KCMG                      | Christian Ried Wolf Henzler Joël Camathias              | Porsche 911 RSR (991)          | M     | 170   |
| 27       | LMGTE Am  | 78 | KCMG                      | Christian Ried Wolf Henzler Joël Camathias              | Porsche 4.0 L Flat-6           | M     | 170   |
| 28       | LMGTE Am  | 83 | AF Corse                  | François Perrodo Emmanuel Collard Rui Águas             | Ferrari 458 Italia GT2         | M     | 169   |
| 28       | LMGTE Am  | 83 | AF Corse                  | François Perrodo Emmanuel Collard Rui Águas             | Ferrari 4.5 L V8               | M     | 169   |
| 29       | LMGTE Am  | 86 | Gulf Racing               | Michael Wainwright Adam Carroll Ben Barker              | Porsche 911 RSR (991)          | M     | 168   |
| 29       | LMGTE Am  | 86 | Gulf Racing               | Michael Wainwright Adam Carroll Ben Barker              | Porsche 4.0 L Flat-6           | M     | 168   |
| 30       | LMGTE Am  | 50 | Larbre Compétition        | Romain Brandela Pierre Ragues Ricky Taylor              | Chevrolet Corvette C7.R        | M     | 164   |
| 30       | LMGTE Am  | 50 | Larbre Compétition        | Romain Brandela Pierre Ragues Ricky Taylor              | Chevrolet LT5.5 5.5 L V8       | M     | 164   |
| Abd      | LMGTE Am  | 98 | Aston Martin Racing       | Paul Dalla Lana Pedro Lamy Mathias Lauda                | Aston Martin V8 Vantage GTE    | M     | 84    |
| Abd      | LMGTE Am  | 98 | Aston Martin Racing       | Paul Dalla Lana Pedro Lamy Mathias Lauda                | Aston Martin 4.5 L V8          | M     | 84    |

## Fait marquant
- Marc Lieb, Romain Dumas et Neel Jani deviennent champions du monde d'endurance 2016.
- Cette course est la dernière du Audi Sport Team Joest après dix-sept années de participations dans les compétitions d'endurance.